# Igor Protti
Igor Protti (* 24. September 1967 in Rimini) ist ein ehemaliger italienischer Fußballspieler.
Der (Außen-)Stürmer spielte die längste Zeit seiner Karriere bei der AS Livorno und ist zusammen mit Dario Hübner der einzige Spieler, der je in der Serie A, Serie B und Serie C Torschützenkönig wurde.

## Karriere
Protti spielte die längste Zeit seiner langen Karriere bei unterklassigen Teams, wurde aber vor allem durch seine 24 Tore in der Serie A Saison 1995/96 bekannt, als er zusammen mit Giuseppe Signori Torschützenkönig wurde und das obwohl sein Team, die AS Bari, abstieg. 1996 wechselte Protti dann doch zu einem Spitzenklub, Lazio Rom, bei dem er sich allerdings nicht durchsetzen konnte. Nach kurzen Engagements bei der SSC Neapel und bei der AC Reggiana entschied sich Protti 1999 zu dem Verein zu gehen, bei dem seine Karriere richtig begann, bei der AS Livorno. Unter seiner Führung stieg der Klub bis 2004 von der Serie C1 in die Serie A auf.

### Letzte Saison
Seine letzte Saison als Profifußballer 2004/05 sollte seine beste werden: er schaffte mit der AS Livorno einen nie für möglich gehaltenen neunten Tabellenplatz. Sein letztes Pflichtspiel bestritt er am 22. Mai 2005 gegen Juventus Turin (2:2). Der zu dieser Zeit 37-Jährige krönte seine Karriere mit einem Tor zum zwischenzeitlichen 1:1-Ausgleich. Protti, der sich unter Tränen verabschiedete, wurde unter stehenden Ovationen ausgewechselt.

## Status in Livorno
Zu Ehren von Igor Protti, der für Livorno in 267 Ligaspielen 120 Tore schoss und damit Rekordspieler und Rekordtorschützenkönig bei diesem Club ist, beschloss man seine Nummer 10 nie wieder zu vergeben. Im Jahr 2007 wurde er zum Ehrenbürger der Stadt Livorno ernannt. Der Präsident von Livorno, Aldo Spinelli, sagte dabei über ihn: "Protti war unser bester Kapitän, ein Symbol für den Klub."  Protti wollte jedoch, dass das Trikot der Nummer 10 wieder vergeben wird. Neuzugang Francesco Tavano übernahm das Trikot mit der Nummer 10.